# Бейкон, Ирвинг
Ирвинг Бейкон (англ. Irving Bacon; 6 сентября 1893, Сент-Джозеф, Миссури — 5 февраля 1965, Голливуд, Калифорния) — американский характерный актёр кино и телевидения. За 36 лет карьеры появился примерно в 540 кинофильмах и телесериалах.

## Биография
Ирвинг Фон Питерс (настоящее имя актёра) родился 6 сентября 1893 года в городе Сент-Джозеф (штат Миссури, США). Отец — Миллар Бейкон (некоторые источники ошибочно утверждают, что его отцом был актёр и драматург Фрэнк Бейкон (1864—1922)), мать — Миртл Вейн, оба работали в индустрии развлечений. Некоторые источники утверждают, что старшим братом Ирвинга являлся известный актёр и режиссёр Ллойд Бейкон (1889—1955), однако это не так, кинематографисты являются просто однофамильцами. Вскоре после рождения сына семья переехала в город Сан-Диего (штат Калифорния). В 1910-х годах Ирвинг немного играл в театрах, в 1915 году появился без указания в титрах в короткометражке «Любимый дурак», но кино-карьера его началась с 1924 года. Актёр снимался регулярно и много до 1960 года, в 1965 году также появился в одном эпизоде телесериала «Шоу Дика Ван Дайка». Всего Ирвинг Бейкон (такой сценический псевдоним он себе взял) снялся примерно в 510 кинофильмах (примерно в 230 случаях без указания в титрах; 97 лент были короткометражными) и 30 телесериалах. Амплуа — «комические обычные парни». Эпизодического актёра наиболее часто приглашали на роли почтальонов, молочников, клерков, шофёров-таксистов, барменов, официантов и т. п.
Ирвинг Бейкон скончался 5 февраля 1965 года в Голливуде.

### Личная жизнь
Бейкон был женат трижды:
1. Фрида Ли Сковилл. Брак заключён 11 марта 1921 года, 7 января 1928 года супруга скончалась. От этого брака осталось двое детей, сын Роберт (1922 — ?) и дочь Барбара (1927 — ?).
2. Маргарет «Пегги» Бивер. Брак заключён 30 июня 1930 года, в 1934 году последовал развод. От этого брака остался сын Фрэнк[3].
3. Элис Бернайс Плай. Брак заключён 26 июня 1937 года и продолжался до самой смерти актёра. Детей нет.

## Избранная фильмография

### В титрах указан
- 1927 — ? / California or Bust — Уэйд Рекстон
- 1930 — Улица удачи[англ.] / Street of Chance — Гарри
- 1931 — По кличке Негодяй[англ.] / Alias – the Bad Man — рейнджер
- 1932 — Эта ночь[англ.] / This Is the Night — Спаркс
- 1933 — Пой, Бинг, пой[англ.] / Sing, Bing, Sing — мистер Лейк (к/м)
- 1933 — Частный детектив 62[англ.] / Private Detective 62 — таксист
- 1934 — Малыш мисс Фейн украден[англ.] / Miss Fane's Baby Is Stolen — Джоэль Прентисс
- 1934 — Гонка за счастьем[англ.] / The Pursuit of Happiness — Биджа
- 1935 — Частные миры[англ.] / Private Worlds — МакЛин, медбрат
- 1935 — Миллионы в эфире[англ.] / Millions in the Air — мистер Перкинс
- 1936 — Тропинка одинокой сосны / The Trail of the Lonesome Pine — почтальон
- 1936 — Юбочная лихорадка[англ.] / Petticoat Fever — Карл
- 1936 — Отвага — второе имя Кэрри[англ.] / Valiant Is the Word for Carrie — клерк в аптеке
- 1937 — Стажёрам нельзя брать деньги[англ.] / Internes Can't Take Money — Джефф
- 1937 — Большой город[англ.] / Big City — Джим Слоан
- 1937 — Девушка из большого города[англ.] / Big Town Girl — заправщик АЗС
- 1937 — Каждый день праздник[англ.] / Every Day's a Holiday — участник квартета
- 1937 — Чистосердечное признание / True Confession — коронер
- 1938 — Полуночное вторжение[англ.] / Midnight Intruder — Эванс, шофёр
- 1938 — Наводчицы[англ.] / Tip-Off Girls — Сэм
- 1938 — Удивительный доктор Клиттерхаус / The Amazing Dr. Clitterhouse — старшина присяжных заседателей
- 1938 — Пойте, грешники[англ.] / Sing You Sinners — лектор
- 1938 — Вот идёт моя любовь[англ.] / There Goes My Heart — мистер Доббс
- 1938 — Сёстры[англ.] / The Sisters — Роберт Форбс
- 1939 — Парень из Оклахомы[англ.] / The Oklahoma Kid — гостиничный клерк
- 1939 — Торчи баллотируется в мэры[англ.] / Torchy Runs for Mayor — Хьюберт Уорд
- 1939 — Вторая скрипка[англ.] / Second Fiddle — Харви Вон, мировой судья
- 1939 — Автострада Индианаполиса[англ.] / Indianapolis Speedway — Фред Хэскилл
- 1939 — Я украл миллион[англ.] / I Stole a Million — Симпсон
- 1939 — Рио / Rio — Маши
- 1939 — Голливудская кавалькада / Hollywood Cavalcade — клерк
- 1939 — Блондинка воспитывает малыша[англ.] / Blondie Brings Up Baby — почтальон
- 1939 — Унесённые ветром / Gone with the Wind — капрал
- 1940 — Гроздья гнева / The Grapes of Wrath — водитель грузовика
- 1940 — Магическая пуля доктора Эрлиха[англ.] / Dr. Ehrlich's Magic Bullet — Беккер
- 1940 — Блондинка на обеспечении[англ.] / Blondie on a Budget — почтальон
- 1940 — Лиллиан Расселл[англ.] / Lillian Russell — солдат
- 1940 — Ты не можешь обдурить свою жену[англ.] / You Can't Fool Your Wife — клерк Lippincott, GBG & P
- 1940 — Золотая лихорадка Мейси[англ.] / Gold Rush Maisie — Гарри Гилпин
- 1940 — Возвращение Фрэнка Джеймса / The Return of Frank James — зевака
- 1940 — Молодёжь[англ.] / Young People — Отис
- 1940 — Говарды из Вирджинии[англ.] / The Howards of Virginia — Том Нортон
- 1940 — Мечтая вслух[англ.] / Dreaming Out Loud — Уэс Стиллмен
- 1940 — Она не могла сказать «нет»[англ.] / She Couldn't Say No — Абнер
- 1941 — Вестерн Юнион / Western Union — парикмахер
- 1941 — Табачная дорога / Tobacco Road — рассказчик
- 1941 — Девушка, парень и моряк[англ.] / A Girl, a Guy and a Gob — мистер Альберт Мерни
- 1941 — Познакомьтесь с Джоном Доу / Meet John Doe — Бини
- 1941 — Попавший под призыв[англ.] / Caught in the Draft — Когсуэлл
- 1941 — Акцент на любви[англ.] / Accent on Love — мистер Смедли
- 1941 — Всё началось с Евы / It Started with Eve — Ворон
- 1941 — Не давай молокососу передышки[англ.] / Never Give a Sucker an Even Break — продавец содовой
- 1941 — Большие стволы[англ.] / Great Guns — почтальон
- 1941 — Памятный день[англ.] / Remember the Day — Сесил
- 1942 — Веснушка возвращается домой[англ.] / Freckles Comes Home — констебль Калеб Уивер
- 1942 — Праздничная гостиница[англ.] / Holiday Inn — Гас
- 1942 — Серенада у рампы[англ.] / Footlight Serenade — рабочий сцены
- 1942 — Между нами, девочками[англ.] / Between Us Girls — продавец содовой
- 1943 — Тень сомнения / Shadow of a Doubt — начальник станции[англ.]
- 1943 — Две недели для жизни[англ.] / Two Weeks to Live — Омар Теннисон Гимпел
- 1943 — Незнакомец в городе[англ.] / A Stranger in Town — Оррин Тоддс
- 1943 — То, что она не отдаст[англ.] / Hers to Hold — доктор Бейкон
- 1943 — Джонни приходит поздно[англ.] / Johnny Come Lately — шеф полиции
- 1943 — В старой Оклахоме[англ.] / In Old Oklahoma — Бен
- 1944 — Казанова Браун[англ.] / Casanova Brown — гостиничный менеджер
- 1944 — Тонкий человек едет домой[англ.] / The Thin Man Goes Home — Том
- 1945 — Вне этого мира[англ.] / Out of This World — Ирвинг Кранк
- 1945 — Приходящая жена[англ.] / Guest Wife — любопытный начальник станции
- 1945 — Уикенд в «Уолдорфе»[англ.] / Week-End at the Waldorf — Сэм Скелли
- 1946 — Проснись и мечтай[англ.] / Wake Up and Dream — сотрудник платных ворот
- 1947 — Месье Верду / Monsieur Verdoux — Пьер Куве
- 1947 — Дорогая Руфь[англ.] / Dear Ruth — доставщик
- 1947 — Холостяк и девчонка[англ.] / The Bachelor and the Bobby-Soxer — Мелвин, полицейский-тюремщик
- 1948 — Альбукерке[англ.] / Albuquerque — Дейв Уолтон
- 1948 — Состояние единства / State of the Union — Бак Свенсон
- 1948 — Прикосновение бархата / The Velvet Touch — Альберт
- 1948 — Хороший Сэм[англ.] / Good Sam — Трэмп
- 1948 — Восход луны / Moonrise — Джадд Дженкинс
- 1948 — Семейный медовый месяц[англ.] / Family Honeymoon — мистер Уэбб
- 1949 — Незрелое обещание[англ.] / The Green Promise — Джулиус Ларкинс
- 1949 — Большая кошка[англ.] / The Big Cat — Мэтт Купер, почтальон
- 1949 — Жестокое обращение / Manhandled — сержант Фэйл
- 1949 — Это великое чувство[англ.] / It's a Great Feeling — клерк на стойке информации
- 1949 — Дорогая жена[англ.] / Dear Wife — Майк Мэн
- 1950 — Женщина в бегах / Woman in Hiding — «Попс» Линк
- 1950 — Стремясь высоко[англ.] / Riding High — человек-гамбургер
- 1950 — Рождённая быть плохой / Born to Be Bad — продавец ювелирных изделий
- 1950 — Экстренная свадьба[англ.] / Emergency Wedding — Филберт, механик
- 1951 — Причина для тревоги / Cause for Alarm! — Джо Карстон, почтальон
- 1951 — Жених возвращается / Here Comes the Groom — Бэйнс, дворецкий
- 1952 — Есть место ещё для одного[англ.] / Room for One More — мэр Майкл Дж. Кейн
- 1952 — Роза Симаррона[англ.] / Rose of Cimarron — шериф
- 1953 — Канзас Пасифик[англ.] / Kansas Pacific — Кейси
- 1953 — Форт Тай[англ.] / Fort Ti — сержант Мандей Уош
- 1953 — Каньон Дьявола[англ.] / Devil's Canyon — охранник
- 1954 — История Гленна Миллера[англ.] / The Glenn Miller Story — мистер Миллер
- 1954 — Звезда родилась / A Star Is Born — Грейвс
- 1955 — Беги в укрытие[англ.] / Run for Cover — Скотти
- 1955 — Под дулом пистолета[англ.] / At Gunpoint — Эл Фергюсон
- 1956 — Спрятанные револьверы[англ.] / Hidden Guns — Док Картер
- 1958 — Засада на перевале Симаррон[англ.] / Ambush at Cimarron Pass — судья Стэнфилд
- 1958 — Форт павших[англ.] / Fort Massacre — Чарли

### В титрах не указан
- 1927 — Его первый пожар[англ.] / His First Flame — мужчина, выпрыгнувший из окна
- 1929 — Волна империи[англ.] / Tide of Empire — горожанин
- 1929 — Переулок[англ.] / Side Street — «Тощий», бандит
- 1929 — Дитя субботнего вечера / The Saturday Night Kid — МакГонигл
- 1931 — Скандальная хроника[англ.] / Scandal Sheet — Кент, репортёр
- 1931 — Битва караванов[англ.] / Fighting Caravans — завсегдатай бара
- 1931 — Плохая девчонка / Bad Girl — выжидательный отец
- 1932 — Вокзал «Юнион Депо»[англ.] / Union Depot — официант гостиницы вокзала
- 1932 — Ножки на миллион долларов[англ.] / Million Dollar Legs — Военный министр США
- 1932 — Большое радиовещание[англ.] / The Big Broadcast — заключённый
- 1932 — Они называют это грехом[англ.] / They Call It Sin — гостиничный клерк
- 1932 — Я — беглый каторжник / I Am a Fugitive from a Chain Gang — Билл, парикмахер
- 1932 — Если бы у меня был миллион[англ.] / If I Had a Million — продавец в китайской лавке
- 1932 — Спичечный король[англ.] / The Match King — посланник с браслетом
- 1933 — Привет всем![англ.] / Hello, Everybody! — радиоведущий
- 1933 — Замочная скважина[англ.] / The Keyhole — Гровер, шофёр Энн Брукс
- 1933 — Центральный аэропорт[англ.] / Central Airport — метеоролог из Амарилло
- 1933 — Супружество[англ.] / Double Harness — счётчик крабов
- 1933 — Леди на один день / Lady for a Day — бильярдист
- 1933 — Энн Викерс[англ.] / Ann Vickers — официант
- 1933 — Бауэри[англ.] / The Bowery — провинциал
- 1933 — Тилли и Гас[англ.] / Tillie and Gus — любопытный мужчина за игорным столом
- 1933 — Женщина[англ.] / Female — заправщик АЗС
- 1934 — Это случилось однажды ночью / It Happened One Night — заправщик АЗС
- 1934 — Готов к любви[англ.] / Ready for Love — молочник
- 1934 — С вашего позволения[англ.] / By Your Leave — Гарри
- 1934 — Бродвей Билл / Broadway Bill — владелец гамбургерного киоска
- 1934 — Весёлая невеста[англ.] / The Gay Bride — измеритель веса
- 1935 — Очарование Манхэттена[англ.] / Romance in Manhattan — продавец
- 1935 — Убийство в медовый месяц[англ.] / Murder on a Honeymoon — мужчина с пеликаном
- 1935 — Стеклянный ключ / The Glass Key — официант
- 1935 — Убийство человека / The Murder Man — оператор карусели
- 1935 — Фермер женится[англ.] / The Farmer Takes a Wife — мистер Верной
- 1935 — Мисс Глори[англ.] / Page Miss Glory — официант
- 1935 — Алмазный Джим[англ.] / Diamond Jim — пассажир
- 1935 — Она не могла взять это[англ.] / She Couldn't Take It — мужчина у шлагбаума
- 1936 — Мистер Дидс переезжает в город / Mr. Deeds Goes to Town — Фрэнк
- 1936 — Сан-Франциско / San Francisco — отдыхающий на пикнике
- 1936 — Ритм на кручах[англ.] / Rhythm on the Range — ведущий родео
- 1936 — Китайская летающая лодка[англ.] / China Clipper — Чарли, швейцар
- 1936 — Техасские рейнджеры / The Texas Rangers — отец Дэвида
- 1936 — Человек с равнины / The Plainsman — истерящий солдат
- 1937 — Опасное число[англ.] / Dangerous Number — детектив
- 1937 — Звезда родилась / A Star Is Born — начальник станции[англ.]
- 1937 — Они дали ему ружьё[англ.] / They Gave Him a Gun — солдат
- 1937 — Топпер[англ.] / Topper — гостиничный клерк
- 1937 — Мода 1938 года[англ.] / Walter Wanger's Vogues of 1938 — Карсон, бухгалтер
- 1937 — Любовь, которую я искал[англ.] / It's Love I'm After — лифтёр
- 1938 — Городская девушка[англ.] / City Girl — грузчик
- 1938 — Большое радиовещание в 1938 году[англ.] / The Big Broadcast of 1938 — заключённый, играющий на гармонике
- 1938 — Азартная игра мистера Мото[англ.] / Mr. Moto's Gamble — шериф Таттл
- 1938 — Профессор, остерегайся[англ.] / Professor Beware — художник
- 1938 — Рекомендательное письмо[англ.] / Letter of Introduction — репортёр
- 1938 — Техасцы[англ.] / The Texans — рядовой Коллинс
- 1938 — Порождение севера[англ.] / Spawn of the North — чиновник консервного завода
- 1938 — С собой не унесёшь / You Can't Take It with You — Генри, старший официант
- 1938 — Сумасшедшая мисс Ментон[англ.] / The Mad Miss Manton — мистер Спенглер, судебный курьер
- 1938 — Неприступная[англ.] / Hard to Get — заправщик АЗС
- 1938 — Ковбой и леди[англ.] / The Cowboy and the Lady — Честер, секретарь
- 1938 — Блондинка[англ.] / Blondie — мистер Бизли, почтальон
- 1938 — Возлюбленные[англ.] / Sweethearts — ассистент режиссёра
- 1939 — Они сделали меня преступником / They Made Me a Criminal — Спид, заправщик АЗС
- 1939 — Шпионская охота Одинокого Волка[англ.] / The Lone Wolf Spy Hunt — сержант-патрульный в итальянском ресторане
- 1939 — Приключения Гекльберри Финна / The Adventures of Huckleberry Finn — Тэд
- 1939 — Созданы друг для друга[англ.] / Made for Each Other — радист из Ньюарка
- 1939 — Ты не можешь обмануть честного человека[англ.] / You Can't Cheat an Honest Man — тюремщик
- 1939 — Неуправляемый штопор[англ.] / Tail Spin — кладовщик
- 1939 — Мать-одиночка[англ.] / Bachelor Mother — клерк в обменном окошке
- 1939 — В цирке[англ.] / At the Circus — телеграфист
- 1939 — Дочь экономки[англ.] / The Housekeeper's Daughter — Вудбери
- 1940 — Его девушка Пятница / His Girl Friday — Гас
- 1940 — Братец Крыс и малыш[англ.] / Brother Rat and a Baby — больничный чиновник
- 1940 — Бродвейская мелодия 1940 года / Broadway Melody of 1940 — продавец содовой
- 1940 — Эдисон, человек[англ.] / Edison, the Man — шериф
- 1940 — Девушка моряка[англ.] / Sailor's Lady — кладовщик
- 1941 — Переулок[англ.] / Back Street — Скит
- 1941 — Надоедливый Билл[англ.] / Barnacle Bill — старший матрос
- 1941 — Они умерли на своих постах / They Died with Their Boots On — торговец формой
- 1942 — Леди великого человека[англ.] / The Great Man's Lady — священник
- 1942 — Негодяи / The Spoilers — гостиничный менеджер
- 1942 — Блондинка за победу[англ.] / Blondie for Victory — мистер Крамб, бывший почтальон
- 1942 — Извините за мой саронг[англ.] / Pardon My Sarong — владелец АЗС
- 1942 — Звёздно-полосатый ритм[англ.] / Star Spangled Rhythm — фермер из Новой Англии (в номере Old Glory)
- 1943 — По воле случая[англ.] / Happy Go Lucky — репортёр
- 1943 — Удивительная миссис Холлидэй / The Amazing Mrs. Holliday — билетёр
- 1943 — Война в Северной Атлантике[англ.] / Action in the North Atlantic — бармен
- 1943 — Отчаянные[англ.] / The Desperadoes — Дэн Уолтерс
- 1943 — Это армия[англ.] / This Is the Army — официант
- 1943 — Сумасшедшая девчонка[англ.] / Girl Crazy — Джон
- 1943 — ? / Gung Ho! — Гарри, человек-гамбургер
- 1943 — Парень по имени Джо[англ.] / A Guy Named Joe — капрал Хендерсон
- 1943 — Какая женщина![англ.] / What a Woman! — репортёр
- 1944 — Девушка с обложки[англ.] / Pin Up Girl — привратник в военно-морском департаменте
- 1944 — История доктора Уосселла[англ.] / The Story of Dr. Wassell — миссионер
- 1944 — Песня широкой дороги[англ.] / Song of the Open Road — мужчина, говорящий «Пойдёмте собирать апельсины»
- 1944 — С тех пор как вы ушли / Since You Went Away — бармен
- 1944 — На одном крыле и молитве[англ.] / Wing and a Prayer, The Story of Carrier X — матрос-киномеханик
- 1944 — Не могу не петь / Can't Help Singing — парикмахер в бане
- 1945 — Грубо говоря[англ.] / Roughly Speaking — покупатель в музыкальном магазине
- 1945 — Звезда в ночи[англ.] / Star in the Night — мистер Дилсон (к/м)
- 1945 — Заворожённый / Spellbound — железнодорожный сторож
- 1947 — Высокая стена / High Wall — владелец АЗС
- 1948 — Слова и музыка[англ.] / Words and Music — голливудский риелтор
- 1948 — Шепчущий Смит[англ.] / Whispering Smith — телеграфист
- 1949 — Джон любит Мэри[англ.] / John Loves Mary — Джордж Бичвуд
- 1949 — Эль-Пасо[англ.] / El Paso — пассажир
- 1950 — Уобаш-авеню[англ.] / Wabash Avenue — Харлан
- 1950 — Ни секунды скуки[англ.] / Never a Dull Moment — Танк Джонсон
- 1950 — Мистер Музыка[англ.] / Mr. Music — Бенсон, клерк в ювелирной лавке
- 1952 — Вождь краснокожих и другие… / O. Henry's Full House — Эбенезер Дорсет (в новелле «Вождь краснокожих»)

### Телевидение
- 1952, 1955 — Я люблю Люси / I Love Lucy — разные роли (в 2 эпизодах)
- 1952, 1956 — Приключения Дикого Билла Хикока[англ.] / Adventures of Wild Bill Hickok — разные роли (в 2 эпизодах)
- 1954 — Театр «Четыре звезды»[англ.] / Four Star Playhouse — Картер (в эпизоде Never Explain)
- 1954—1955 — Моя маленькая Марджи[англ.] / My Little Margie — разные роли (в 3 эпизодах)
- 1955 — Театр «Файрсайд»[англ.] / Fireside Theatre — папаша (в эпизоде One Last September)
- 1955, 1957 — Шоу Джорджа Бёрнса и Грейси Аллен[англ.] / The George Burns and Gracie Allen Show — Чарли Ирвин, мастер по ремонту телевизоров (в 2 эпизодах)
- 1956 — Кавалькада Америки[англ.] / Cavalcade of America — проповедник (в эпизоде Woman's Work)
- 1956—1957 — Декабрьская невеста[англ.] / December Bride — Энди (в 2 эпизодах)
- 1957 — Проделки Бивера[англ.] / Leave It to Beaver — почтовый клерк (в эпизоде Captain Jack)
- 1957 — Истории техасских рейнджеров[англ.] / Tales of the Texas Rangers — Генри Уотермен (в эпизоде Trail Herd)
- 1958 — Настоящие МакКои[англ.] / The Real McCoys — Говард Андерсон (в эпизоде Grampa's Proposal)
- 1958 — Сансет-стрип, 77[англ.] / 77 Sunset Strip — менеджер апартаментов (в эпизоде Lovely Lady, Pity Me)
- 1958 — Караван повозок[англ.] / Wagon Train — Пит Бэйли (в эпизоде The Millie Davis Story[англ.])
- 1958 — Театр General Electric[англ.] / General Electric Theater — разные роли (в 2 эпизодах)
- 1958 — Истории Уэллса Фарго[англ.] / Tales of Wells Fargo — шериф (в эпизоде Cow Town)
- 1958 — Шоу Донны Рид / The Donna Reed Show — мэр Уэбстер (в эпизоде The Busy Body)
- 1958—1960 — Маверик / Maverick — разные роли (в 3 эпизодах[англ.])
- 1959 — Отец-холостяк[англ.] / Bachelor Father — Сэм Л. Клевингер (в эпизоде Bentley's Economy Wave)
- 1959 — Вертолёты[англ.] / Whirlybirds — Старый Фред (в эпизоде The Deadly Game)
- 1960 — Ларами[англ.] / Laramie — Туэй (в эпизоде Hour After Dawn)
- 1960 — Речная лодка[англ.] / Riverboat — Зак Мэннион (в эпизоде The Quick Noose)
- 1965 — Шоу Дика Ван Дайка[англ.] / The Dick Van Dyke Show — заказчик (в эпизоде Young Man with a Shoehorn[англ.])